# Microrregión del Sudoeste de Goiás
La microrregión del Sudoeste de Goiás es una de las microrregiones del estado brasileño de Goiás perteneciente a la mesorregión Sur Goiano. Su población fue estimada en 2006 por el IBGE en 386.668 habitantes y está dividida en dieciocho municipios. Posee un área total de 56.111,526 km². Siendo el municipio más poblado Río Verde.

## Municipios
- Aparecida do Rio Doce
- Aporé
- Caiapônia
- Castelândia
- Chapadão do Céu
- Doverlândia
- Jataí
- Maurilândia
- Mineiros
- Montividiu
- Palestina de Goiás
- Perolândia
- Portelândia
- Rio Verde
- Santa Helena de Goiás
- Santa Rita do Araguaia
- Santo Antônio da Barra
- Serranópolis

- Datos: Q2508845